# Скопа
Скопа́ (Pandion haliaetus) — хижий птах, єдиний вид родини скопових (Pandionidae). Має космополітичне поширення. Живиться рибою, тому оселяється по берегах різноманітних водойм.

## Зовнішній вигляд
Це великий хижий птах з характерним забарвленням: верх чорно-сірий, низ білий з темною поперечною смугою впоперек грудей, голова біла з чорною широкою смугою через око. Крила довгі та широкі. Знизу на згинах крил темні плями. Ширяючий птах тримає крила дещо зігнутими кінцями донизу і віддалено нагадує мартина. Хвіст вузький, короткий, знизу на ньому видно нерізкі смуги. На потилиці має чуб. Очі жовті.
Самки більші за самців, однак забарвлені вони однаково, хоча часто у самок темніша і ширша смуга на волі, довжина 56 — 62 см, розмах крил 147 — 168 см, вага 1,3 — 1,9 кг.
У молодих особин на спинній стороні вохристо-білуваті кінці пір'їн.
Голос — голосне «кай-кай-кай» у період токування. Крик хвилювання — уривчасте і швидке «кі-кі-кі».

## Поширення та чисельність
Вид поширений по всій земній кулі, окрім Антарктики, Південної Америки і більшої частини Африки.
Сучасна чисельність в Україні становить не більше двох пар. Зменшення чисельності виду фіксується з початку XX ст. У 1980—1990 рр. було відомо два жилі гнізда в заплаві р. Десни (Чернігівська, Сумська обл.) та одне на Корнинському водосховищі (Житомирська обл.). Також перебування скопи передбачалось у заплаві р. Тетерів (Житомирська обл.) та Рівненському природному заповіднику. Зараз достовірно відомі два жилих гнізда у Волинській області, обидва — на територіях природно-заповідного фонду загальнодержавного значення: Черемський природний заповідник (з 2006 р.) та Національний природний парк «Прип'ять-Стохід» (з 2008 р.).
В Україні під час сезонних міграцій трапляється на всій території, крім гір.
Причини зниження чисельності в Україні — знищення гнізд під час санітарних рубок лісу; браконьєрство; вирубування старих суховерхих дерев, що можуть слугувати для влаштування гнізд; забруднення водойм, погіршення кормової бази. Основною причиною зникнення птаха в Україні орнітологи вважають відстріл на кормових ділянках (переважно рибгоспах).

## Особливості біології

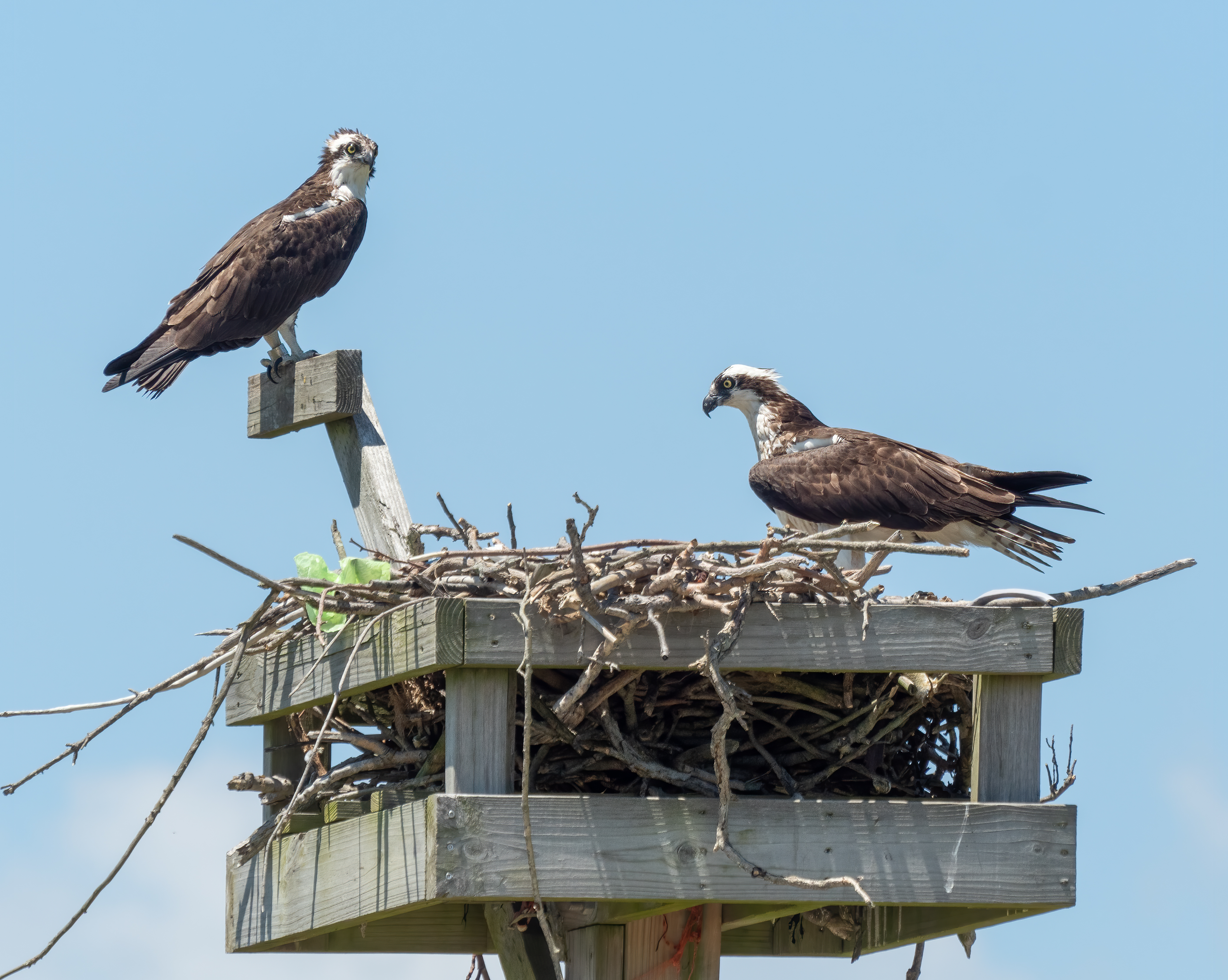
Гніздо скопи на штучній платформі у США

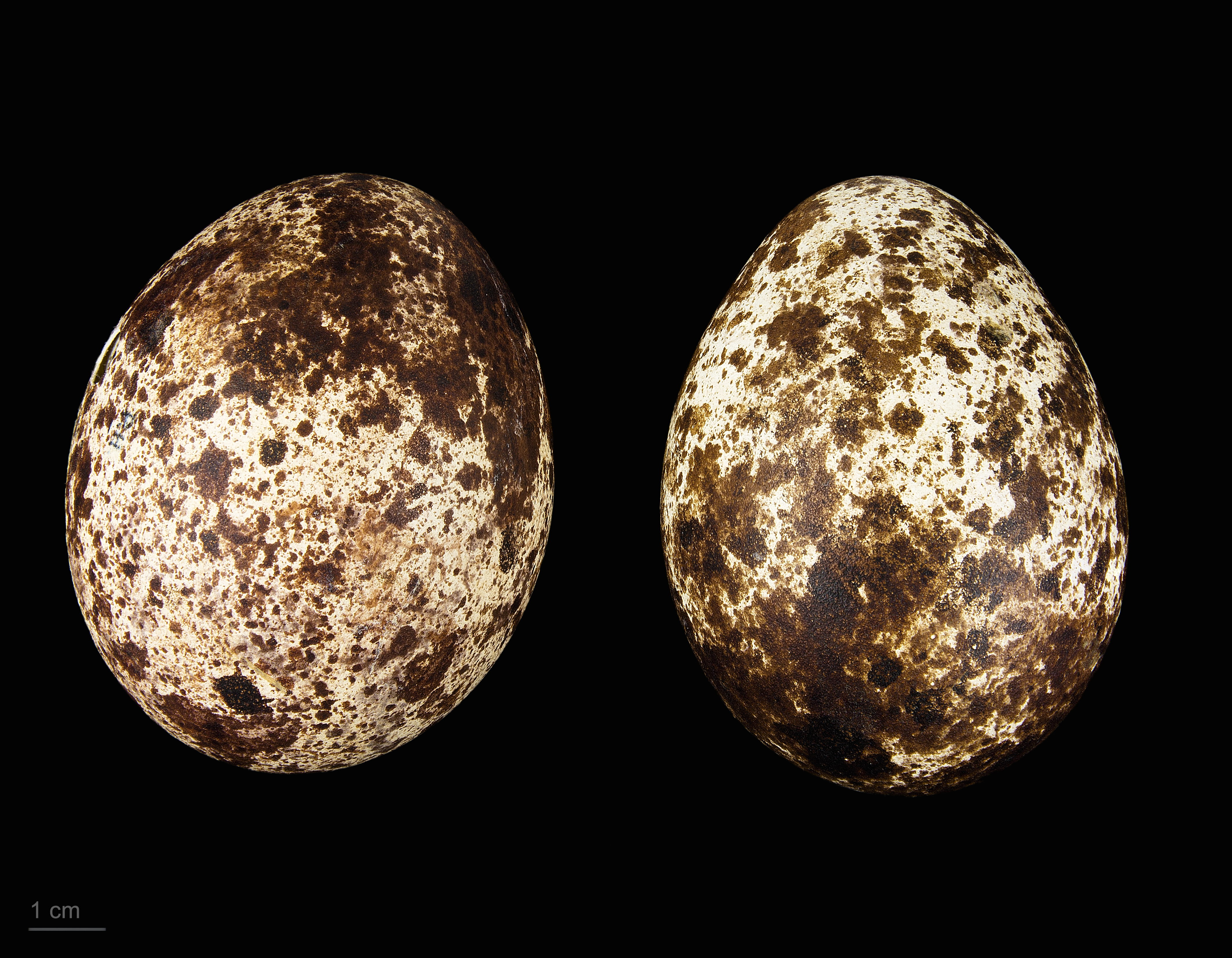
Яйця скопи в оологічній колекції, Тулузький музей

Гніздовий перелітний птах. Перші птахи можуть з'являтися на початку березня; основний проліт у третій декаді березня — другій декаді квітня. Селяться поблизу великих водойм, маловідвідуваних людиною. У лісовому масиві гніздо буває поблизу узлісся або великих галявин чи лісових боліт — гніздо розміщують на високих деревах на висоті 10—20 м на верхівці крони. У Північній Америці скопа часто влаштовує гнізда поблизу людини — на різноманітних стовпах, опорах та інших спорудах; часто на спеціальних штучних платформах, збудованих для цього птаха. Гніздо птахи щороку поновлюють і добудовують; старі гнізда у діаметрі досягають 2-х метрів. У кладці 2–3 яйця (початок травня). Насиджує переважно самка, 33–35 діб. Пташенята залишають гніздо через два місяці після вилуплення. 
Осіння міграція з кінця серпня до початку листопада (у Криму — до початку грудня). 
Скопа є стенофагом — живиться переважно рибою. Полюючи на неї, літає над водою, та вистежує рибу, яка піднялася до поверхні, потім дуже швидко спускається та вихоплює рибу, занурюючи лапи у воду. При відсутності основного корму може здобувати земноводних, птахів, дрібних ссавців.

## Таксономія
Скопа була описана в 1758 році шведським натуралістом Карлом Ліннеєм як вид Falco haliaetus у його знаковому десятому виданні «Systema Naturae». Лінней визначив його типовий ареал як Європу, але в 1761 році він обмежив його до Швеції. Скопа — єдиний вид з роду Pandion, який був введений французьким зоологом Марі Жюлем Сезаром Савіньї (Marie Jules César Savigny) в 1809 році. Молекулярно-філогенетичний аналіз показав, що родина Pandionidae, скопові, є сестринською родиною Accipitridae, яструбові. За оцінками, ці дві родини відокремилися близько 50,8 млн років тому.

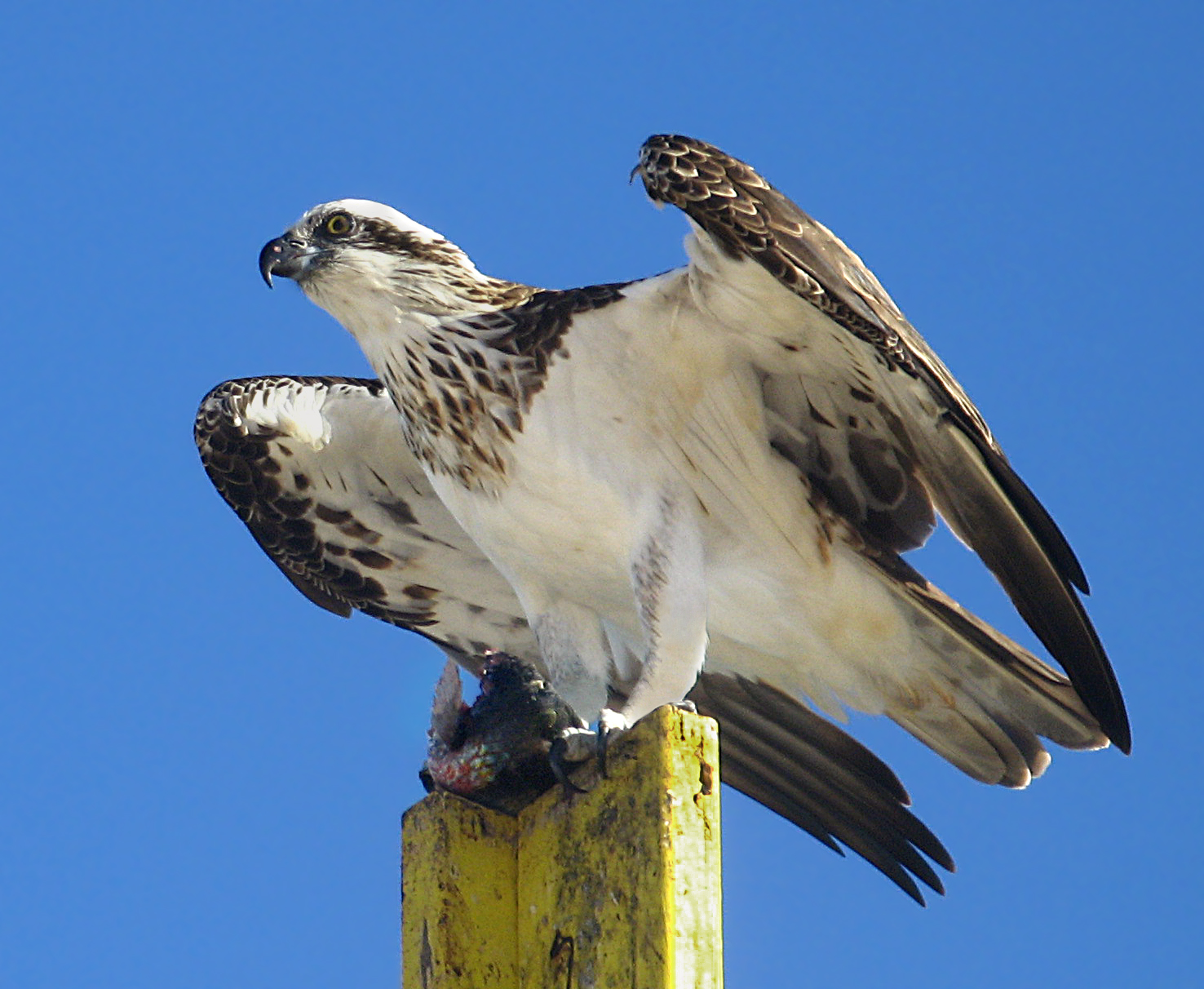
Pandion haliaetus cristatus — австралазійська скопа

Скопа незвичайна тим, що зустрічається майже по всьому світу. Навіть її нечисленні підвиди не завжди вдається однозначно розмежувати. Існує чотири загальновизнаних підвиди, хоча відмінності між ними невеликі, і в ITIS перераховані лише перші три:
- Pandion haliaetus haliaetus (Linnaeus, 1758) — скопа євразійська — номінальний підвид, що зустрічається в палеарктиці та частинах субсахарської Африки, від Азорських островів та Піренейського півострова на схід до Японії та Камчатського півострова, по всій Південній та Південно-Східній Азії, Індійському субконтиненті, на Мадагаскарі та більшій частині африканського узбережжя[10].

- P. haliaetus carolinensis (Gmelin, 1788) — американська або північноамериканська скопа — зустрічається від Аляски й Канади до більшої частини Центральної та Південної Америки, за винятком Чилі та Патагонії. Вона більша, темніше забарвлена і має блідіші груди, ніж європейська скопа[10].

- P. haliaetus ridgwayi (Maynard, 1887) — скопа Ріджвея — зустрічається на Карибських островах. Має дуже бліду голову і груди та слабку очну маску[10]. Не мігрує. Названа на честь Роберта Ріджвея[11].

- P. haliaetus cristatus (Vieillot, 1816) — австралазійська скопа — найменший і найвиразніший підвид, що зустрічається вздовж усього морського узбережжя Австралії, деяких великих прісноводних річок, а також на Тасманії. Він не мігрує[10]. Деякі фахівці надали йому повний видовий статус[12] як Pandion cristatus, також відомий як східна скопа[13]. Генетичне дослідження 2018 року з використанням мікросателітів показало лише незначні генетичні розбіжності між cristatus та іншими підвидами[14].

## Охорона
Занесено до Червоної книги України (1994, 2009), до Конвенції з міжнародної торгівлі вимираючими видами дикої фауни та флори (CITES) (Додаток II), Боннської (Додаток II) та Бернської (Додаток II) конвенцій.

## У культурі
Скопу часто можна побачити на логотипах різних брендів. Скопа зображено на логотипі рюкзаків «Osprey Packs», а також цей птах є офіційним символом команди американського футболу Seattle Seahawks та уельської команди регбі «Ospreys» (англ. Welsh Rugby Union). Скопу зображено на гербі фінського селища Сааксмакі; на гербі та прапорі міста Скопін (Рязанська область, Росія).

Логотип команди «Сіетл Сігокс»
Прапор селища Сааксмакі
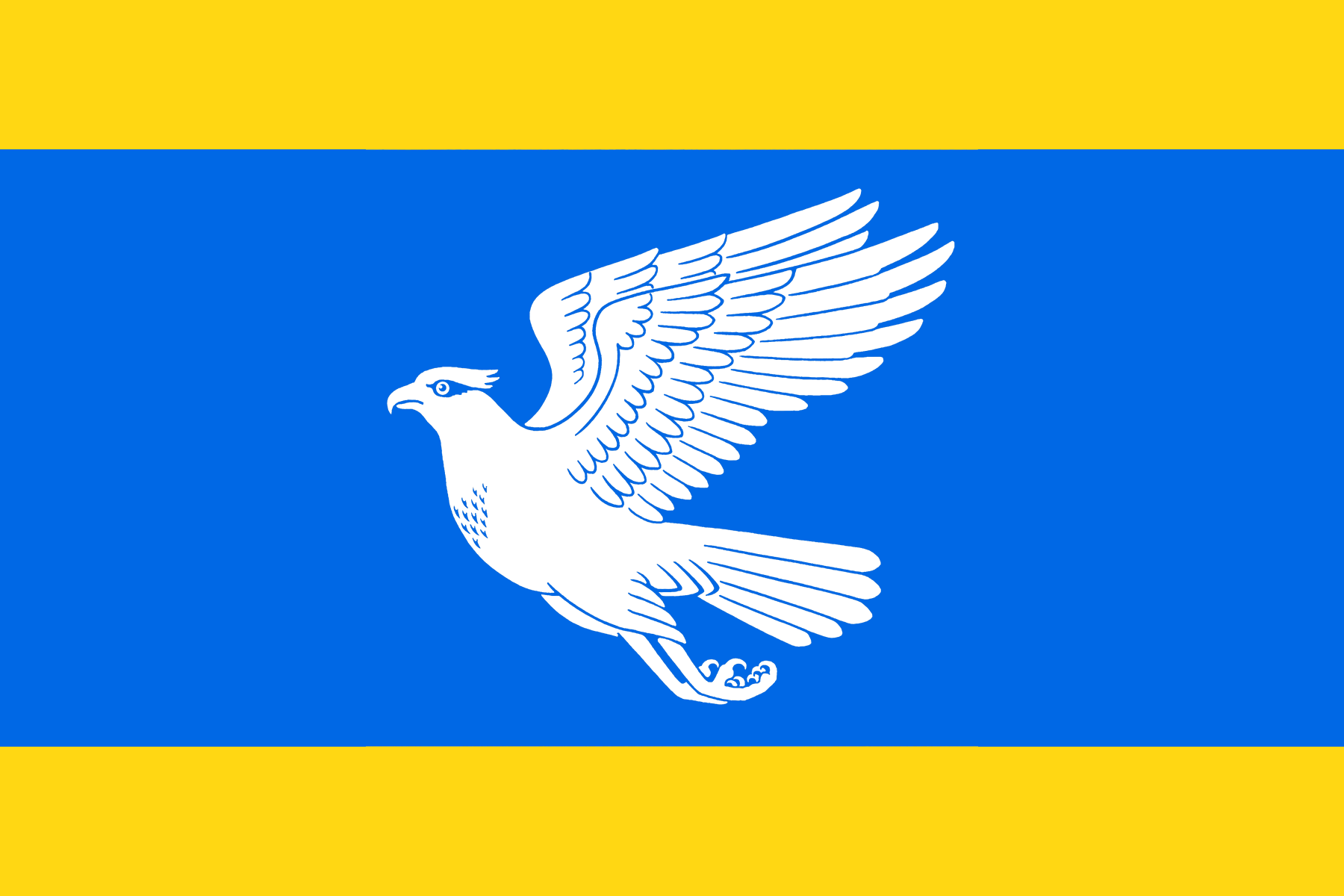
Прапор Скопіна
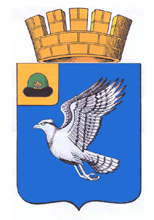
Герб Скопіна

## Цікаві факти
- Зловивши рибу, птах повертає рибу в лапах так, щоб голова риби була направлена в сторону руху птаха. Це зменшує аеродинамічний опір і полегшує перенесення риби до гнізда.[15].
- Під час міграції до Шотландії та з Шотландії скопи можуть подолати до 5000 км[16].